# Schmidtottia marmorata
Schmidtottia marmorata är en måreväxtart som beskrevs av Ignatz Urban. Schmidtottia marmorata ingår i släktet Schmidtottia och familjen måreväxter. Inga underarter finns listade i Catalogue of Life.